# La Double Inconstance (téléfilm, 1968)
Pour l’article homonyme, voir La Double Inconstance.
La Double Inconstance est un téléfilm français réalisé par Marcel Bluwal, diffusé le 20 avril 1968 sur la Deuxième chaîne de l'ORTF.

## Fiche technique
- Réalisateur : Marcel Bluwal
- D'après la pièce de Marivaux
- Photographie : André Bac
- Costumes : Anne-Marie Marchand
- Dates de diffusion : le 20 avril 1968.
- Durée :

## Distribution
- Claude Brasseur : Arlequin
- Danièle Lebrun : Silvia
- Judith Magre : Flaminia
- Jean-Pierre Cassel : le prince Lélio
- Evelyne Dandry : Lisette
- Jean Obé : le seigneur
- Pierre Vernier : Trivelin